# Monumento a José Miguel Gómez (La Habana)
El Monumento al Mayor General José Miguel Gómez, está situado en la Avenida de los Presidentes, en la zona de El Vedado. Constituye uno de los monumentos más fastuosos de la ciudad de La Habana.

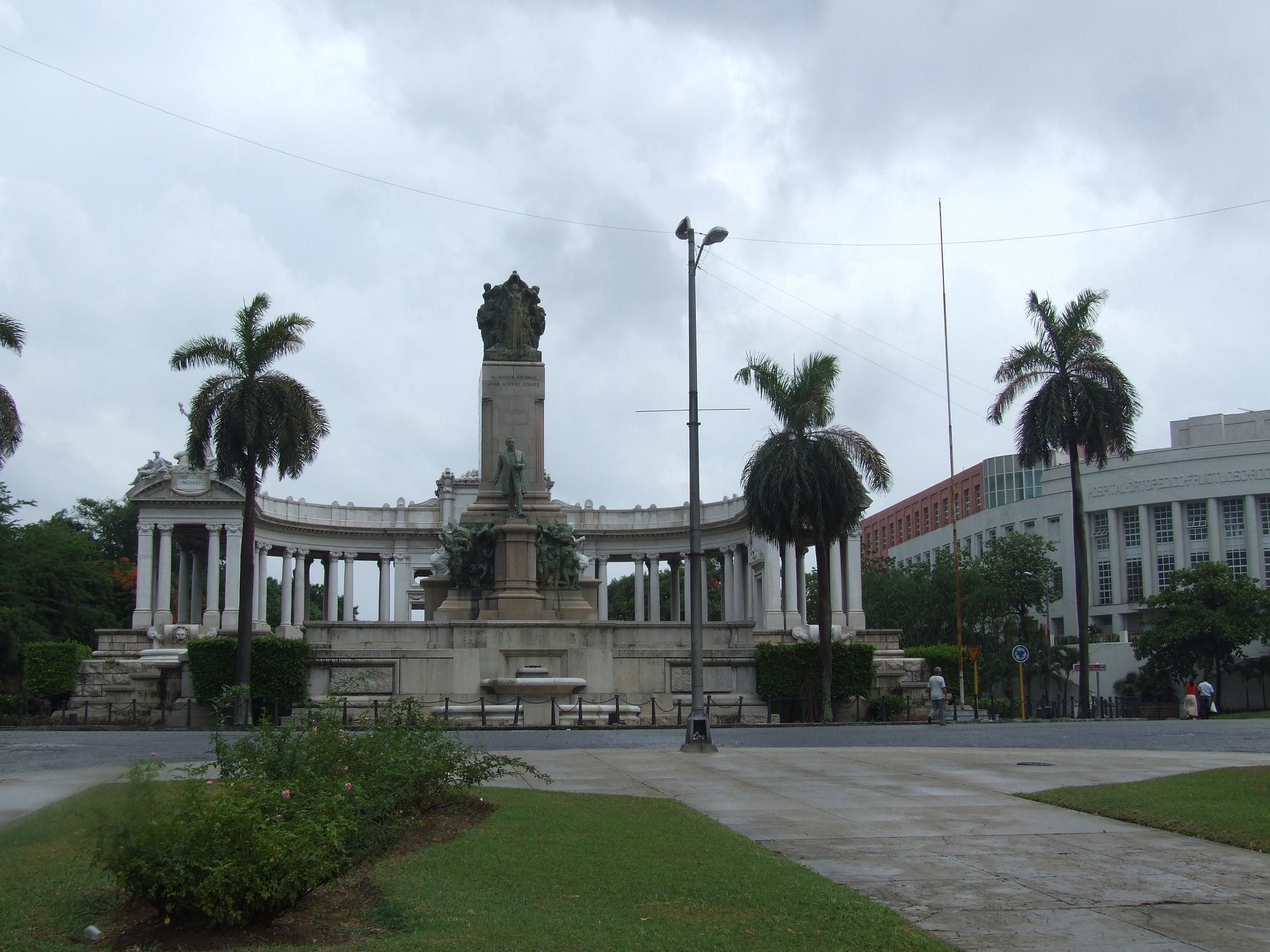
El monumento.

## Historia

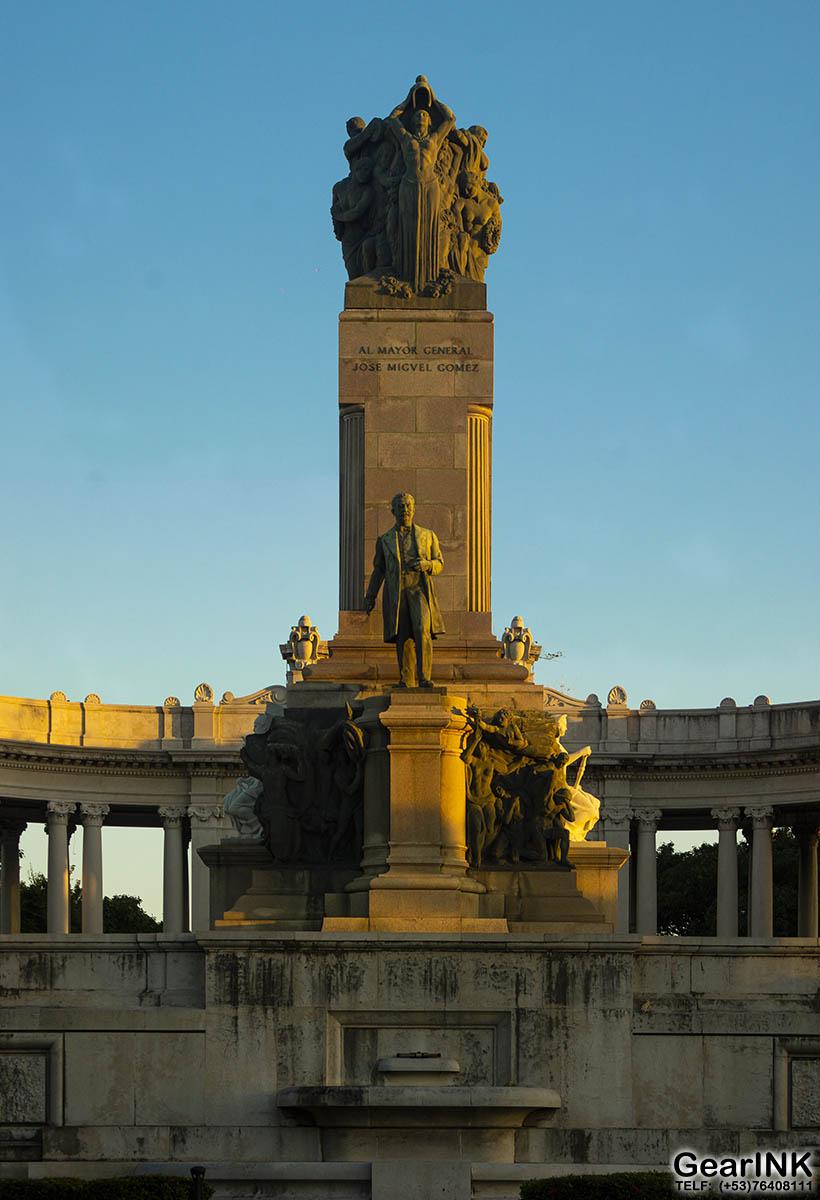
Estatua de José Miguel Gómez.

El monumento es obra del arquitecto italiano Giovanni Nicolini, y está dedicado al que fuera uno de los primeros presidentes de Cuba, José Miguel Gómez, quien fue además uno de los principales líderes de la Guerra del 95. El costo total de su realización fue sufragado por el pueblo de la ciudad, pudiendo contribuir con hasta 20 centavos personalmente. Fue inaugurado en un acto solemne el 18 de mayo de 1936.

## Estructura

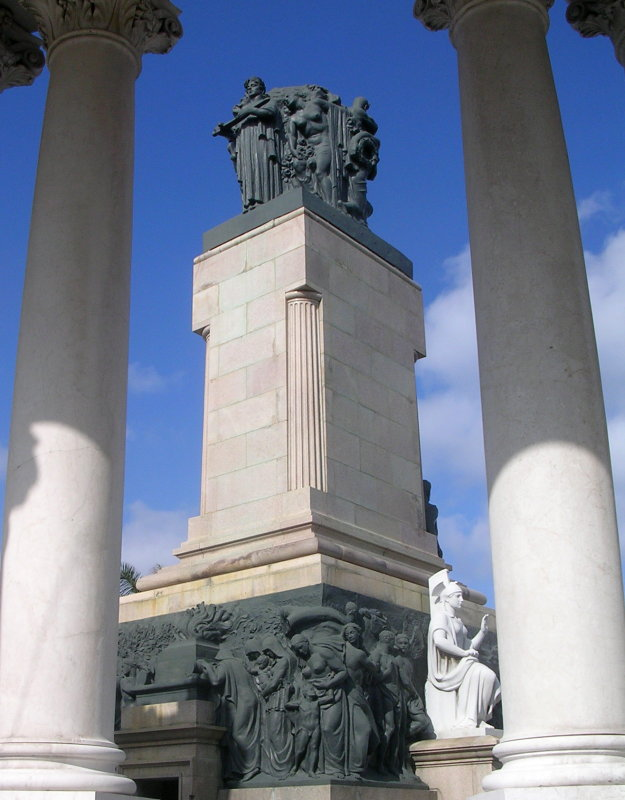
Detalle del monumento.

Al centro del monumento se encuentra en bronce la estatua del general, de una altura de 3,50 metros. La base central del conjunto, está hecha de mármol rosa, importado desde Rávena, Italia. En los costados de la estatua del general, aparecen seis figuras que representas las seis provincias en las que estaba dividida la isla en el período, con expresiones heroicas clásicas. Otras dos estatuas de mármol que representan la fuerza y la magnanimidad, se encuentran en la base del mismo.

El resto del monumento está compuesto por varias terrazas, fuentes y bancos, también de mármol. Coronando las dos esquinas del monumento se encuentran dos grupos escultóricos, uno de ellos (a la izquierda) representa, la historia y el tiempo, con la libertad al centro, en el otro (derecha), figuran el derecho y la ley, con la paz en medio.